# Crotamiton
Le crotamiton est un utilisé contre les poux et la gale avec des propriétés antiprurigineuse. Son mécanisme d'action est inconnu.

## Usage médical
Le médicament est utilisé pour traiter la gale, les poux et les démangeaisons . Pour la gale, il semble être moins efficace que la perméthrine .Le médicament  est appliqué sur la peau.

## Effets secondaires
Les effets secondaires de ce médicament comprennent des éruptions cutanées ou des réactions allergiques . La sécurité pendant la grossesse n'est pas claire. 

## Histoire
Le médicament est approuvé aux États-Unis pour un usage médical depuis au moins 1949. Au Royaume-Uni, 100 grammes de crème coûtent au NHS environ 4  livres sterling . Aux États-Unis, 60 grammes coûtent environ 500 dollars américains .